# 伊顿公学
伊顿公学（英語：Eton College），全名為温莎宫畔伊顿圣母英皇书院，是英国著名的男子公学，位于英格兰伊頓。
1440年，亨利六世创立了伊顿公学，最早为七十名貧民子弟提供免费教育，而後作为进入剑桥大学英皇学院的预备学校。早期伊顿公学是一所平民學校，但到17世纪义务教育制度普及以後，学校逐渐貴族化，英国的皇室成员一般都將男孩送到伊顿公学，伊顿还培养了二十位首相。著名的校友包括了波以耳、雪莱、凯恩斯、菲尔丁、弗莱明、威灵顿公爵、和威廉王子等人。
这所学校传统为只招收一千初名13至18岁的男生，每名住校生一学年（三学期）的学费和住宿费大约是42,000英镑。伊顿公学学生的畢業後的成就都十分傑出，是英国皇室、政治界、经济界精英的搖籃。伊顿公学以其古老的传统和特别的校服而闻名。伊顿校服最早是乔治三世去世时人们为悼念他而穿的，后来却成为学校的校服，直到今天。其他古老的传统还包括了伊顿野地游戏（Eton Field Game）、伊顿墙球（Eton Wall Game）、伊顿五人和各种的伊顿用语，如：称老师为，称一节课为。

## 奖学金
伊顿的奖学金分为两种：“国王奖学金”（简称）和“欧彼德奖学金”（简称）。

### 国王奖学金
国王奖学金获得者全校有70名，每年级14名。每年入学的新生中，只有得到私立小学校长推荐的100人有资格参加竞争。获得国王奖学金的男孩不仅增添一件帥氣的披风，还有其他高人一等的待遇，例如住进奖学金专属宿舍楼，在专用宿舍楼餐厅就餐等。据说，那裡有些食谱沿用的是16世纪宫廷的烹调方式。

### 欧彼得奖学金
如果说国王奖学金代表着入学时的佼佼者，欧彼德奖学金则标志着在伊顿竞争中的优胜者。欧彼德奖学金年年颁发，3种情况可以获得：一是已考上国王奖学金，但不喜欢在“金丝雀笼子”生活的学生，可以申请自动转换成欧彼德奖学金，搬回到原来的宿舍楼；二是每年全校各项考试中成绩最优秀的40名学生可获得“卓越者”荣誉，连续3次或累积4次成为“卓越者”，可以获得欧彼德奖学金；三是由于某种特长，校长特别授予欧彼德奖学金。这是一种纯粹的学术荣誉，没有奖金，也没有披风。

### 明日之星
在伊顿的最后一年，从各种获奖者中精选出20人为“明日之星”，名为，他们的马甲可以是自己选择的颜色。当年威廉王子就曾是“明日之星”，他的马甲是一面英国国旗。

### 助学金
近年来，这座古老学府也开始进行了改革：首先是特设助学金，奖励勤奋好学而缴纳不起学费的优秀学生进入该校读书。